# Börge Lindau
Börge Lindau (Åhus, 1932 – 29 aprile 1999) è stato un designer svedese, uno dei più riconosciuti ed apprezzati fin dai primi anni sessanta.
In quegli anni e dopo ha prodotto con notevole e prolifica creatività, dapprima con il suo collega Bo Lindekrantz e successivamente, all'interno di BLÅ STATION (atelier da lui stesso creato), un gran numero di mobili funzionali ed attraenti al di fuori del tempo e delle mode - apparentemente semplici, ma in realtà molto ragionati.

## Biografia
Tra il 1957 e il 1962 frequenta una scuola di design di Göteborg: l'anno seguente inizia la collaborazione con Lammhults per la quale disegnerà diversi pezzi premiati. 
Nel 1964 apre il suo studio di architetto d'interni con Bo Lindekrantz (insieme svilupparono per Lammhults diverse collezioni nel corso degli anni settanta e ottanta del secolo scorso).
Nel 1984 fonda ad Åhus, sua città natale, Blå Station laboratorio artigianale-azienda familiare nel quale produrrà oltre ai suoi progetti anche quelli di giovani designers (in una felice sintesi tutta scandinava fra il progetto ed il suo farsi prodotto).

## Riconoscimenti
- il premio Probok nel 1962;
- il Premio Lunning nel 1969;
- il premio SID (associazione degli industrial designers svedesi) nel 1975;
- il premio SIR (associazione degli architetti d'interni svedesi) nel 1983;
- il premio di Forsnäs il miglior progetto di mobili in laminato curvato in due occasioni, nel 1984 e nel 1987;
- diverse volte il riconoscimento di eccellenza del design Svedese;
- il premio del forum Närmiljö per il miglior mobile domestico e per la miglior fornitura contract;
- il premio di Tärnsjö nel 1990.